# Gary Smith (Eishockeyspieler)
Gary Edward „Suitcase“ Smith (* 4. Februar 1944 in Ottawa, Ontario) ist ein ehemaliger kanadischer Eishockeytorwart, der von 1965 bis 1980 für die Toronto Maple Leafs, Oakland Seals bzw. California Golden Seals, Chicago Black Hawks, Vancouver Canucks, Minnesota North Stars, Washington Capitals und Winnipeg Jets in der National Hockey League sowie die Indianapolis Racers und ebenfalls die Winnipeg Jets in der World Hockey Association spielte.

## Karriere
Während seiner Juniorenzeit bei den Toronto St. Michael’s Majors konnte er 1964 den Memorial Cup gewinnen.
Nach Einsätzen bei den Victoria Maple Leafs in der WHL, den Tulsa Oilers in der CPHL und den Rochester Americans in der AHL, kam er in der Saison 1965/66 zu seinem Debüt in der NHL bei den Toronto Maple Leafs. In zwei Spielzeiten durfte er fünf Spiele in Toronto bestreiten, doch mit 14 Gegentoren und ohne Sieg konnte er sich nicht durchsetzen.
Beim NHL Expansion Draft 1967 holten ihn die Oakland Seals in ihren Kader. Im ersten Jahr war er hinter Charlie Hodge die Nummer 2 im Tor des neuen Teams, doch ab der Saison 1968/69 tauschte er mit dem routinierten Routinier die Rolle. In der Saison 1970/71 stand er in 71 Spielen im Tor der Seals, eine Marke, die bis dahin noch kein Torwart erreicht hatte. Nach 48 Niederlagen, die meisten, die je ein Torwart in der Geschichte der NHL in einer Saison hinnehmen musste, wechselte er zur Saison 1971/72 zu den Chicago Black Hawks. Dort war er hinter Tony Esposito Back-up-Torwart, mit dem er die Vezina Trophy gewinnen konnte. Um Dale Tallon von den Vancouver Canucks zu verpflichten, musste Smith zu den Canucks wechseln.
Drei Jahre war er Stammtorwart in Vancouver, doch nach seinem Wechsel zu den Minnesota North Stars saß er in der Saison 1976/77 oft wieder auf der Ersatzbank. So unterschrieb er bei den Washington Capitals als Free Agent. Vor Ende der Spielzeit kehrte er nach Minnesota zurück, spielte aber meist für die Fort Worth Texans in der Central Hockey League.
Eine neue Herausforderung sollte der Wechsel in die WHA zu den Indianapolis Racers bringen. Hier stand er mit dem jungen Wayne Gretzky im Team. Nachdem das Team aufgelöst worden war, wechselte er zu den Winnipeg Jets. Das Team erreichte die Finalserie um die Avco World Trophy. Hier traf er auf Gretzky und die Edmonton Oilers. Mit den Jets gewannen sie den Titel, doch das letzte Tor in der Geschichte der WHA erzielte Dave Semenko und Smith war der geschlagene Torwart.
Mit den Jets kehrte er in die NHL zurück und beendete nach einer Spielzeit seine Karriere.
Sein Vater Des Smith hatte mit den Boston Bruins den Stanley Cup gewonnen, sein Bruder Brian bestritt 105 Spiele in der NHL und WHA.

## Sportliche Erfolge
- Memorial Cup: 1964
- Calder Cup: 1966
- Avco World Trophy: 1979

### Persönliche Auszeichnungen
- Vezina Trophy: 1972 gemeinsam mit Tony Esposito
- Teilnahme am NHL All-Star Game: 1975

## Rekorde
- 48 Niederlagen in einer Saison (NHL 1970/71)